# The Human Centipede 2 (Full Sequence)
The Human Centipede 2 (Full Sequence) es una película de terror británico-holandesa de 2011 dirigida por el cineasta Tom Six. Es la secuela de la película de 2009 The Human Centipede (First Sequence). Fue originalmente censurada en el Reino Unido por la BBFC debido a su contenido. Sin embargo, después fue aprobada para mayores de 18 años, tras realizar 32 cortes obligatorios al filme.
La película fue rodada principalmente en blanco y negro, aunque en un momento al final de la película cambia a color brevemente. El protagonista de la película, interpretado por Laurence R. Harvey, no posee diálogo, a excepción de gritos y gemidos.

## Argumento
La película se inicia con los créditos finales de The Human Centipede (First Sequence). El encuadre retrocede para mostrar que la película está siendo reproducida en un ordenador portátil por un hombre en la cabina de vigilancia de un estacionamiento. Se trata de un hombre de nacionalidad británica de mediana edad y reducida estatura llamado Martin, quien sufre de asma, sobrepeso y una enfermedad mental.
Al comienzo de la película se muestra cómo Martin va atrapando a sus víctimas. La primera de ellas es una pareja de adolescentes a la que observa desde una cámara de vigilancia en el trabajo. La segunda de las víctimas es una persona que pretende alquilar un almacén a Martin: segundos después es atrapada y maniatada por Martin en el mismo almacén, donde también yacen sus otras víctimas. 
Martin vive en un pequeño apartamento con su abusiva madre (Vivien Bridson). La madre lo lleva al psicólogo, el doctor Sebring (Bill Hutchens), y Martin le confiesa que vive obsesionado con un ciempiés de 12 personas. A su vez, el doctor Sebring relaciona este hecho con los reiterados abusos sexuales que sufrió por parte de su padre, el cual se encuentra en prisión (esta sospecha queda confirmada cuando Martin recuerda a su padre —cuya voz es interpretada por Tom Six— violándolo).
A continuación, mientras Martin y la madre están comiendo, esta se queja de que sus vecinos se pasan el día y la noche oyendo música muy alta, y empieza a dar golpes con la escoba en el techo. Esto provoca la reacción violenta del vecino, quien decide entrar al departamento de Martin. Como la madre culpa a Martin, este recibe una paliza del vecino.
Martin está obsesionado con The Human Centipede (First Sequence) y la ve repetidamente en su casa y en su trabajo, hasta el punto de tomar apuntes. En un momento dado, se muestra al protagonista masturbándose, con un papel de lija envuelto alrededor de su pene (el psicólogo había advertido a la madre que las personas que sufrieron abusos sexuales tendían a infligirse autocastigos en el miembro sexual). Tiene además un ciempiés como mascota y un libro de recuerdos de la película. 
Cuando su madre lo descubre y destruye su libro, Martin le destroza el cráneo con una barra de metal, la cual también usa durante para reducir a sus víctimas. A continuación se sienta a comer colocando el cadáver de la madre en la mesa (escena que describe a la perfección los graves trastornos psicológicos del protagonista). Martin, en ese momento, decide recrear el experimento que vio retratado en The Human Centipede (First Sequence). Sin formación médica, reúne una variedad de utensilios de cocina, herramientas de carpintería y artículos de hogar, y se los lleva en una valija hacia un almacén sucio y abandonado para recrear el experimento de la película. No obstante, Martin tiene la intención de unir no solo a tres personas, sino la "secuencia completa" (Full Sequence), con doce personas.
Durante la trama, telefonea a los tres actores de la primera parte, aparentando ser un agente de casting de Quentin Tarantino, para tratar de llevarlos a Londres. Solo Ashlynn Yennie (actuando como ella misma), lo hace.
Finalmente, Martin logra "crear" su ciempiés humano de 12 personas, siendo Ashlynn la cabeza. En un descuido de Martin (debido a que una mujer embarazada que tenía secuestrada pero que no formaba parte del ciempiés, escapa) una de las partes se suelta (el vecino golpeador). Cuando Martin regresa y descubre eso, comienza a ejecutar a las partes de su ciempiés. Alguno con un disparo y a otros acuchillándolos. Quedando viva solo Ashlynn, está ataca a Martin primero golpeándolo en la entre pierna y cuando cae le introduce el ciempiés mascota de Martin en el ano. Martin se recupera y finalmente la mata. La película termina con la escena inicial en la que Martin ve la primera película, dando a entender que todo han sido imaginaciones suyas.

## Reparto
- Laurence R. Harvey como Martin Lomax.
- Ashlynn Yennie como ella misma.
- Dominic Borrelli como Paul
- Vivien Bridson como la madre de Martin.
- Lee Harris como Dick
- Peter Blankenstein como Alan
- Bill Hutchens como el Doctor Sebring
- Dan Burman como Greg
- Daniel Jude Gennis como Tim
- Kandace Caine como Karrie
- Maddi Black como Candy
- Lucas Hansen como Ian
- Georgia Goodrick como Valerie
- Emma Lock como Kim
- Hugo Sampson como Oscar
- Tom Six como la voz del padre de Martin.

## Producción
Mientras promocionaba The Human Centipede, Six expresó que ya se encontraba trabajando en una continuación de First Sequence, titulada The Human Centipede 2 (Full Sequence). Al poseer un pequeño presupuesto similar a la primera película para el rodaje, el director aseguró que la secuela abordaría un aspecto mucho más gráfico y perturbador; así, dijo que First Sequence era «My Little Pony comparada con la segunda parte». Yennie explicó en la convención Fangoria's Weekend of Horrors de mayo de 2010 que la segunda película contendría «la sangre y mierda» que los espectadores no pudieron ver en la primera. La trama de Full Sequence envolvió a un ciempiés hecho de doce personas, abarcó un reparto con una gran cantidad de actores británicos y fue etiquetado con la frase «100% médicamente inadecuado».
De esta manera, Full Sequence narra la historia de un individuo que, tras estar sexualmente obsesionado con un DVD concerniente a First Sequence, se inclina por crear su propio ciempiés humano. La fecha de lanzamiento del DVD de la película estaba programada de efectuarse en el Reino Unido. No obstante, luego de haber presentado la película a la BBFC para su respectiva clasificación, el filme fue rechazado debido a que el contenido era «sexualmente violento y potencialmente obsceno». El reporte de BBFC criticó a la cinta pues esta hacía un «pequeño intento de retratar a las víctimas de la película como objetos que son brutalizados, degradados y mutilados sólo por la afición y emoción del personaje central, así como para la satisfacción de la audiencia» y que la película, de una forma intensa, no cumplía los estándares de la Acta de Publicaciones Obscenas, lo cual significaba que su distribución en el Reino Unido era ilegal. Bounty Films, la distribuidora británica, acató las indicaciones, y el filme eventualmente –en octubre de 2011– aprobó con una certificación para mayores de 18 años. Con el fin de lograr la calificación de 18, se hicieron un total de 32 cortes de la película, removiendo dos minutos con 37 segundos de la versión original.

## Secuela
El mismo director y productor Tom Six, presentó en el 2015 la tercera y parte final titulada The Human Centipede 3 (Final Sequence).